# Christophe Jallet
Christophe Jallet (* 31. října 1983, Cognac, Francie) je bývalý francouzský fotbalový obránce. Účastník EURA 2016 ve Francii.

## Klubová kariéra
Ve Francii hrál za kluby Chamois Niortais FC, FC Lorient, Paris Saint-Germain FC, Olympique Lyon, OGC Nice a Amiens SC.

## Reprezentační kariéra
Jallet debutoval v A-týmu Francie 15. 8. 2012 v přátelském utkání v Le Havre proti reprezentaci Uruguaye (remíza 0:0).

### Reprezentační góly
Góly Christophe Jalleta za A-tým reprezentace Francie
| Gól | Datum       | Stadion                               | Soupeř    | Skóre (min.) | Výsledek | Soutěž                 |
| --- | ----------- | ------------------------------------- | --------- | ------------ | -------- | ---------------------- |
| 010 | 11. 9. 2012 | Stade de France, Saint-Denis, Francie | Bělorusko | 02:0 0(68.)  | 3:1      | Kvalifikace na MS 2014 |

## Úspěchy

### Individuální
- Tým roku Ligue 1 podle UNFP – 2012/13,[3] 2014/15[4]